# 최수종의 여행사담
《최수종의 여행사담》은 KBS 2TV에서 일요일에 방영하는 프로그램이다.

## 기획의도
우정 및 여행 프로그램

## 출연진
- 진태현
- 최수종
- 동하

## 방송
- 1회 : 고흥
- 2회 : 장흥